# 庫丘爾甘 (大米海利夫卡區)
47°9′37″N 29°47′33″E / 47.16028°N 29.79250°E
庫丘爾漢（烏克蘭語：Кучурган）是位於烏克蘭西南部的村莊，由敖德萨州羅茲季利納區的大米哈伊利夫卡市鎮負責管轄。該村始建於1815年，面積0.81平方公里，海拔高度50米，2001年人口91，人口密度每平方公里112.35人。